# Santa Maria del Rosario alle Pigne (Nápoly)
A Santa Maria del Rosario alle Pigne templom Nápoly történelmi központjában.

## Története
A templom nevét 1638-ban kapta a szomszédságában álló két fenyőfáról. Ezeket a későbbiekben kivágták a templomhoz tartozó kolostor építésekor (1630). A templom Arcangelo Guglielmelli tervei alapján épült meg. Az alaprajza négyszögletes, a főhajóhoz oldalkápolnák csatlakoznak. A homlokzat fő díszítőeleme a Szűz Máriát ábrázoló szobor. A kupola tufából készült. A templombelső legértékesebb műkincsei Luca Giordano néhány festménye. Hosszas elhanyagoltság után felújították, s ma ismét látogatható.